# Onthophagus subansiriensis
Onthophagus subansiriensis é uma espécie de inseto do género Onthophagus, família Scarabaeidae, ordem Coleoptera.
Foi descrita cientificamente por Biswas em 1979.